# 2758 Cordelia
2758 Cordelia (1978 RF) là một tiểu hành tinh vành đai chính được phát hiện ngày 1 tháng 9 năm 1978 bởi Chernykh, N. ở Nauchnyj.